# Y-Parc
Y-PARC – Swiss Technopole est un parc scientifique et technologique suisse situé à Yverdon-les-Bains, dans le Canton de Vaud. Il est le premier à avoir vu le jour en Suisse, en 1986.
Le parc s’étend sur plus de 50 hectares, consacrés aux activités de recherche et à la production industrielle, au Sud de la ville. Il comprend 145 000 m2 de locaux, répartis entre bureaux, laboratoires et halles de production, dans 25 bâtiments.
En 2025, Y-PARC totalise 200 entreprises et environ 2760 collaborateurs. Les domaines d’activités les plus représentés sont les  technologies de l’information et de la communication (TIC), les technologies des sciences de la vie et l’industrie de précision.
Y-PARC – Swiss Technopole, se trouve à Yverdon-les-Bains, au nord du canton de Vaud. Le parc est ainsi proche de la Suisse alémanique, du bassin lémanique et de la France. Il est aussi à proximité de la Haute école d'ingénierie et de gestion du canton de Vaud (HEIG-VD), qui  dispense des formations dans des domaines tels que les microtechniques, l’informatique, les télécommunications ou encore les systèmes industriels.

Y-PARC – Swiss Technopole possède un incubateur d’entreprise, nommé Y-START, destiné à aider et encadrer les start-up.